# Comuna Hedensted (1970-2006)
Hedensted (Hedensted Kommune) a fost o comună din comitatul Vejle Amt, Danemarca, care a existat între anii 1970-2006. Comuna avea o suprafață totală de 137,36 km² și o populație de 16.877 de locuitori (în 2005), iar din 2007 teritoriul său face parte din comuna Hedensted.
1. ↑  Danske borgmestre 1970-2018 (PDF)